# Kolymvari
Kolymvari (griechisch Κολυμβάρι (n. sg.)) ist eine Kleinstadt und ein Gemeindebezirk der Gemeinde Platanias auf der Insel Kreta. Bis 2010 war Kolymvari auch eine selbständige Gemeinde mit (2001) 5114 Einwohnern, seit 1997 nach Eingemeindungen als Stadtgemeinde (dimos). Zum 1. Januar 2011 wurde diese Gemeinde nach Platanias eingemeindet, wo sie seither einen Gemeindebezirk bildet.
Kolymvari beherbergt seit dem Oktober 1968 die Orthodoxe Akademie von Kreta, in der vom 16. bis zum 27. Juni 2016 die schon lange vorbereitete Heilige und Große Synode der Orthodoxie stattfand.
Im Ortsteil Vouves steht der älteste bekannte Olivenbaum der Welt. Er wird auf 4000 Jahre geschätzt, da das Innere des Baumes zur genaueren Bestimmung fehlt, geht man von mindestens 2000 Jahren aus.